# 7-Zip
7-Zip(세븐집)은 오픈 소스로 배포되고 있는 압축 소프트웨어이다. 이고르 파블로프가 개발하였다. 윈도우판으로는 7-Zip의 이름으로, 그 외의 플랫폼에서는 p7-zip/EZ 7z(macOS에서만)의 이름으로 배포되고 있다. 윈도우 XP 64비트를 지원한 최초의 압축 프로그램이다.
버전 9.20까지는 32비트용은 exe 및 msi로 64비트용은 msi로 배포되고 있었으나, 현재는 전부 EXE형식으로 배포하고 있다. GNU 약소 일반 공중 사용 허가서를 따르는 부분과 unRAR 계약서를 따르는 부분으로 이루어져 있다. 윈도우 CE용으로도 배포되는데, ARM 아키텍처만 지원한다.

## 지원 형식
7-Zip은 7z만이 아니라 다른 형식의 압축 파일도 지원한다.
- 압축, 압축 해제 둘 다: 7z, ZIP, gzip, bzip2, tar
- 압축 해제만: 마이크로소프트 캐비넷(CAB), RAR, ARJ, Z, LHA, cpio, smzip, JAR, ISO(CD 및 DVD 이미지 - 4.42판부터), RPM, DEB

7-Zip은 주 내용과 함께 들어 있는 메타파일에의 접근을 통해 일부 MSI 파일도 열 수 있으며 NSIS 설치기 파일도 압축 파일을 열듯 열어 직접 실행하지 않고도 그 안에 있는 파일들을 꺼낼 수 있다. ZIP 또는 gzip 파일을 압축할 때에는 압축을 더 빨리 하기 위해 자체제작한 DEFLATE 압축기를 쓰는데 이것은 zlib의 그것보다 더 높은 압축 수준을 구현하며 AdvanceCOMP에서도 쓸 수 있다.

## 그 밖의 특징
- 2 패널 모드(단축키: F9)를 켜면 토탈 커맨더와 비슷한 인터페이스로 바뀌며 이를 통해 파일 관리자로 쓸 수도 있다.
- 다중 CPU, 다중 코어, 다중 쓰레딩을 지원한다.
- 압축된 파일 이름이 깨져 있는 경우 임의로 이름을 바꾸어 압축을 풀 수 있다.
- 단일 실행 압축 파일을 만들 수 있다(단, multi-volume 형식은 지원하지 않는다).
- RPM 패키지 매니저 파일이나 데비안 패키지 파일을 열 수 있어 윈도우에서 유용히 쓰이기도 한다.
- 분할파일의 이름형식을 zip.001 을 사용해서, 사람들을 헤메게 만든적이 있다. 지금은 7z.001 을 쓴다.

## 변형판
- p7zip: 리눅스, macOS, FreeBSD 등에서 쓸 수 있는 CLI 이식판. 외장 라이브러리를 쓰는 7z과 내장 라이브러리를 쓰는 7za로 나뉘며 7za는 단일 파일로도 실행할 수 있으나 지원하는 압축 형식이 ZIP, gzip, bzip2, Z, tar로 한정되어 있다.
  - HX DOS Extender를 사용하면 7z 또는 7za를 도스에서 실행할 수 있다.[3]
- Q7Z: p7zip의 GUI 프론트엔드로 리눅스용이다. 파이썬에 Qt를 곁들여 만들어졌다.
- #7Z: p7zip의 윈도우용 GUI 프론트엔드
- jZip: 7-Zip을 바탕으로 만들어진 윈도우용 압축 관리기. 7-Zip보다 더 쉽고 더 간결한 인터페이스를 가졌다. 프리웨어이나 소스코드는 공개되어 있지 않다.

## 같이 보기
- 7z
- 압축 소프트웨어의 비교